# Ác mộng bóng đêm (phim)
Lights Out là bộ phim kinh dị siêu nhiên của Mỹ năm 2016 do David F. Sandberg đạo diễn trong phim đầu tiên do ông đạo diễn, được Lawrence Grey, James Wan và Eric Heisserer đồng sản xuất và Heisserer viết kịch bản. Dàn diễn viên gồm Teresa Palmer, Gabriel Bateman, Alexander DiPersia, Billy Burke và Maria Bello. Bộ phim dựa trên bộ phim ngắn cùng tên của Sandberg năm 2013 và có sự góp mặt của Lotta Losten, người đóng vai chính trong phim ngắn.
Phim đã được ra mắt tại Liên hoan phim Los Angeles vào ngày 8 tháng 6 năm 2016 và được phát hành tại Hoa Kỳ và Canada vào ngày 22 tháng 7 năm 2016 bởi Warner Bros.. Phim đã nhận được những đánh giá tích cực và đã đạt thành công tại doanh thu phòng vé, thu về $148 triệu USD so với kinh phí $4,9 triệu USD.

## Nội dung
Trong một nhà chứa mannequin, người phụ tá Esther trông thấy bóng đen của một người phụ nữ khi cô tắt các bóng đèn đi, nhưng bóng đen ấy biến mất khi cô bật đèn lên. Cô cảnh báo người chủ Paul về điều này nhưng Paul lại lờ đi lời nói của cô. Sau khi Esther đi về, Paul bị tấn công bởi sinh vật đó và ông đã bị thương. Khi những ánh đèn tự động tắt, ông bị kéo vào trong bóng tối và bị giết hại.
Vài tháng sau, con gái nuôi của Paul là Rebecca sống một mình trong một căn hộ, cách xa khỏi mẹ cô, Sophie, và người em trai cùng mẹ khác cha Martin. Căn bệnh của Sophie lại tái phát, và Martin luôn nhìn thấy bà đang nói chuyện với một "người bạn" tưởng tượng nào đó, điều này khiến cho cậu mất ngủ và phải ngủ bù ở trường. Rebecca, sau một cuộc nói chuyện với Sophie về việc vì sao cô lại bỏ nhà đi, đã đem Martin tới căn hộ của cô. Bạn trai cô, Bret, đã nói cô mang Martin theo là vì sự ích kỷ.
Đêm đó, Rebecca tỉnh dậy bởi những tiếng cào của một bóng đen, và cô đã suýt bị tấn công. Sáng hôm sau, người cố vấn của trường Martin đã tới căn hộ của cô và mang cậu bé về nhà, trong lúc đó, Rebecca nhìn thấy dòng chữ "Diana" được khắc trên sàn nhà của cô. Cô chợt nhớ lại ký ức về Diana hồi cô còn bé, cũng là lý do vì sao cô lại bỏ nhà ra đi.

## Diễn viên
- Teresa Palmer vai Rebecca
  - Amiah Miller vai Rebecca hồi bé
- Gabriel Bateman vai Martin, em trai của Rebecca.
- Alexander DiPersia vai Bret, bạn trai của Rebecca.
- Maria Bello vai Sophie, mẹ của Rebecca và Martin.
  - Emily Alyn Lind vai Sophie hồi bé
- Billy Burke vai Paul, chồng của Sophie và cũng là cha của Martin.
- Alicia Vela-Bailey vai Diana, một linh hồn hiểm ác.
  - Ava Cantrell vai Diana hồi bé
- Lotta Losten vai Esther, trợ lý của Paul.
- Andi Osho vai Emma

## Sản xuất

### Tuyển diễn viên
Tháng 6, 2015, Gabriel Bateman và Teresa Palmer tham gia dàn diễn viên của phim, với David F. Sandberg làm đạo diễn và Eric Heisserer viết kịch bản. James Wan làm nhà sản xuất của phim dưới danh nghĩa hãng sản xuất Atomic Monster, cùng với Lawrence Grey, dưới danh nghĩa hãng sản xuất Grey Matter Productions. Heisserer cũng kiêm công việc đồng sản xuất cho Ác mộng bóng đêm.

### Quay phim
Công việc quay phim được bắt đầu vào ngày 29 tháng 6 năm 2015. Phim được đóng máy vào ngày 5 tháng 8 năm 2015.

## Phát hành
Ác mộng bóng đêm ra mắt vào ngày 8 tháng 6 năm 2016 tại Liên hoan phim Los Angeles. Phim cũng được công chiếu tại hội nghị San Diego Comic-Con International vào ngày 20 tháng 7 năm 2016, và ra mắt tại các rạp chiếu vào ngày 22 tháng 7 năm 2016.

### Doanh thu phòng vé
Ác mộng bóng đêm đã thu về tổng cộng 67,3 triệu USD tại Bắc Mỹ và 81,6 triệu USD tại các quốc gia khác với tổng doanh thu trên toàn thế giới đạt 148,9 triệu USD, so với kinh phí cho phim chỉ vào mức 4,9 triệu USD.
Tại Mỹ và Canada, Ác mộng bóng đêm được dự đoán là sẽ thu về khoảng 13–15 triệu USD từ 2,900 rạp chiếu trong tuần lễ đầu tiên. Phim thu về 1.8 triệu USD trong buổi chiếu đêm ngày thứ năm 21 tháng 7, và tổng cộng 9.2 triệu USD trong ngày đầu tiên công chiếu. Ác mộng bóng đêm đã vượt qua các dự tính ban đầu khi thu về 21.7 triệu USD trong tuần đầu ra mắt, đứng thứ ba sau hai phim mới là Star Trek: Không giới hạn và Đẳng cấp thú cưng.
Trên thị trường quốc tế, Ác mộng bóng đêm thu về 8.5 triệu USD trong tuần lễ ra mắt từ 3,737 rạp chiếu ở những vùng trọng điểm của Nga và Úc cùng với 30 thị trường nhỏ hơn ở khu vực Đông Âu và châu Á. Phim được hưởng lợi từ thành công vang dội của Ám ảnh kinh hoàng 2. Ở Nga, Ác mộng bóng đêm dẫn đầu bảng với doanh thu 1.7 triệu USD.

### Đánh giá chuyên môn
Ác mộng bóng đêm nhận được nhiều khen ngợi từ giới phê bình, đề cao diễn xuất của Teresa Palmer. Hệ thống tổng hợp kết quả đánh giá Rotten Tomatoes đánh giá phim ở mức 76%, dựa trên tổng cộng 109 nhận xét, với số điểm trung bình 6.3/10. Các nhà phê bình của trang mạng nhất trí cho rằng, "Ác mộng bóng đêm đã sử dụng một cách điệu nghệ thể loại kinh dị — và nhiều pha hành động khủng khiếp — cho những thước phim bất ngờ, đầy kinh sợ mang đến những cơn ớn lạnh cực độ ngay cả khi không theo sát cốt truyện." Trên Metacritic, phim nhận được số điểm 57 trên 100, dựa trên 32 nhà phê bình, với nhiều ý kiến trái chiều. Người xem bỏ phiếu trên CinemaScore cho Ác mộng bóng đêm điểm "B" trên thang A+ đến F.

## Phần tiếp nối
Tháng 7, 2016, New Line Cinema và Warner Bros. Pictures đã bắt đầu "bật đèn xanh" cho phần tiếp theo của Ác mộng bóng đêm. Eric Heisserer và David F. Sandberg đều sẽ trở lại đảm nhiệm công việc biên kịch và đạo diễn cho phần tiếp, James Wan và Lawrence Grey cũng sẽ trở với vị trí sản xuất dưới danh nghĩa Atomic Monster và Grey Matter Productions.